# Western States Endurance Run

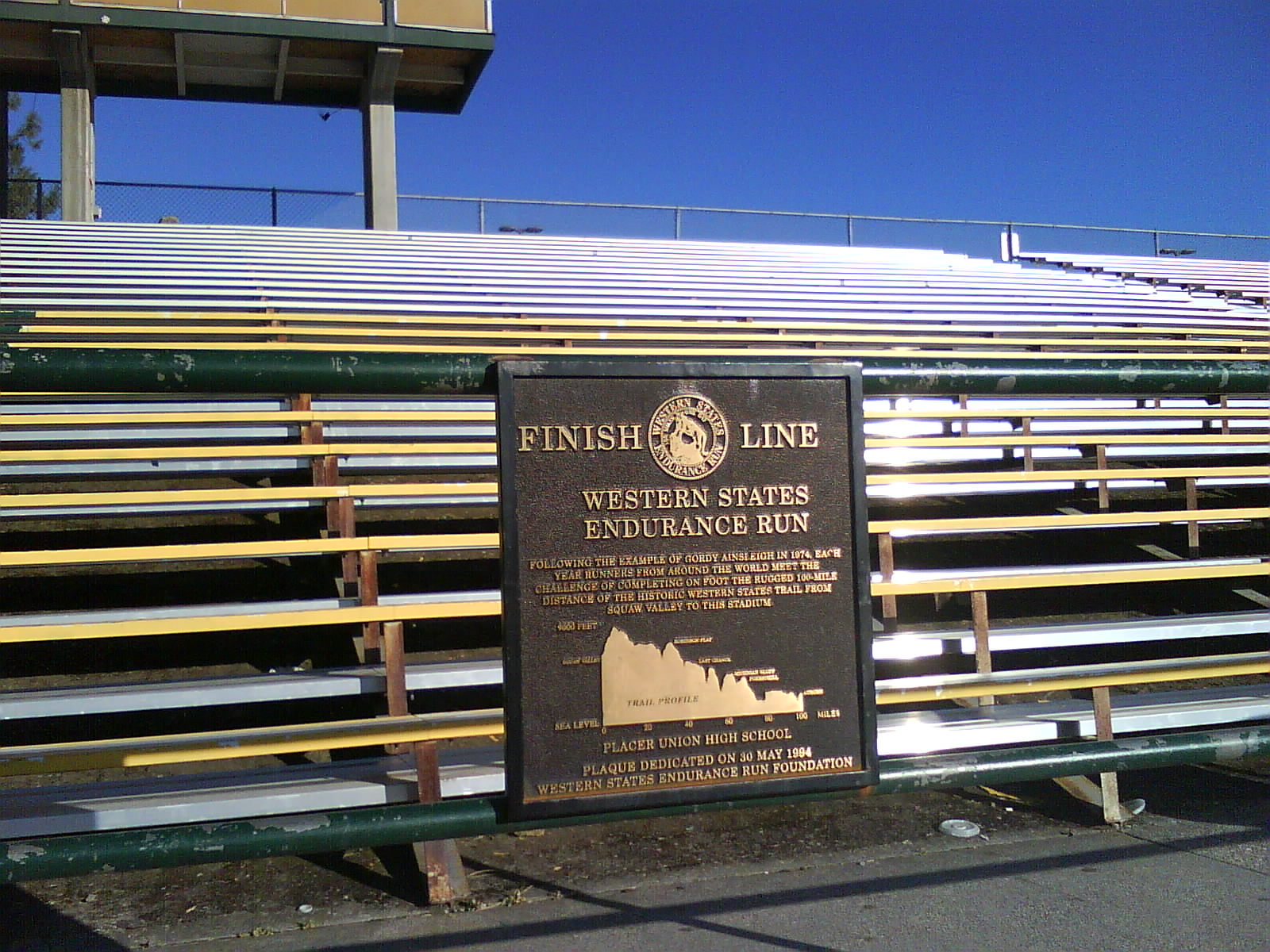
La linea di arrivo

La Western States Endurance Run, o più brevemente Western States 100, o anche WS100, è una competizione sportiva di ultratrail che si svolge fra le montagne della Sierra Nevada in California sulla distanza di 100 miglia (circa 161 km). È una della più antiche competizioni di ultratrail, considerata anche una delle più prestigiose.

## Caratteristiche tecniche

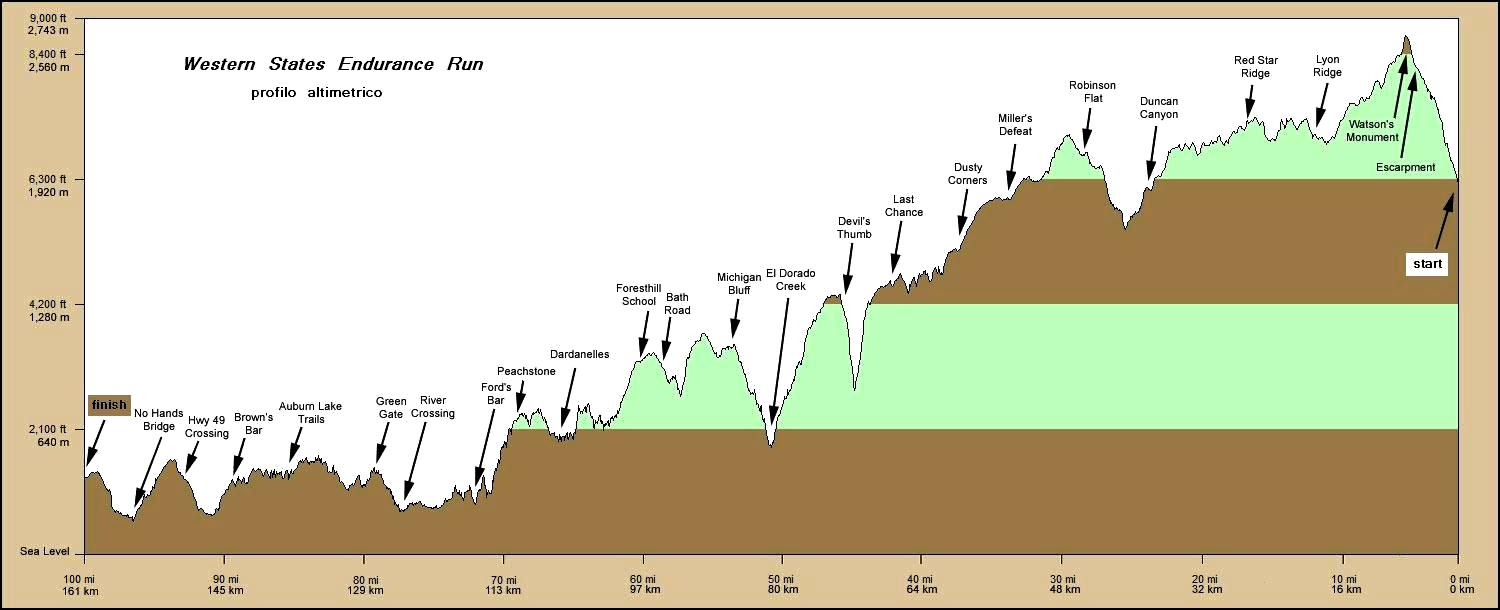
Disegno raffigurante il profilo altimetrico del percorso della Western States Endurance Run. Il verso è da destra verso sinistra; le frecce indicano i check-point lungo il percorso.

Il luogo della partenza è nella Squaw Valley, presso lo Squaw Valley Ski Resort, nello stato della California; l'arrivo ad Auburn, sempre in California, per una lunghezza totale di 100 miglia. Il percorso sale dalla Squaw Valley (6 200 piedi s.l.m., pari a 1 900 metri) fino all'Emigrant Pass (8 750 piedi, cioè 2 681 metri), con una salita ripida di 2 550 piedi nelle prime 4,5 miglia. 
Seguendo poi l'antico sentiero usato dai cercatori di oro e argento della prima metà del XIX secolo, il tracciato devia a ovest attraversando varie cime e canyon, salendo complessivamente per altri 15 540 piedi e scendendo per 22 970 prima di raggiungere Auburn. Il dislivello positivo complessivo è quindi di 18 090 piedi (5 500 metri), quello negativo di 22 970 piedi (7 000 metri).
Non pochi tratti del percorso sono accessibili soltanto a piedi o a cavallo. Le condizioni meteorologiche sono estremamente variabili, con possibilità di neve nelle zone più alte, e temperature che possono superare i 40 °C nelle vallate. Circa 1500 volontari sono distribuiti lungo il percorso, che prevede diversi check-point.
La competizione è annuale e prende il via alle 5:00 del sabato dell'ultimo fine settimana di giugno. Il tempo limite per rientrare in classifica è di 30 ore, cioè l'orario massimo di arrivo è entro le 11:00 della domenica seguente.
Coloro che completano la gara entro il tempo massimo vengono premiati con una fibbia in argento che riporta, inciso a mano, il logo della competizione.

## Storia
Inizialmente la WS100 era una gara equestre, nota come Tevis Cup "100 Miles - One Day", nata nel 1955 per provare che un cavallo poteva completare il percorso in meno di un giorno. Nel 1974 un veterano della corsa in montagna, Gordy Ainsleigh, si unì ai cavalli per provare che anche un uomo poteva completare il medesimo percorso in un giorno: Ainsleigh giunse al traguardo dopo 23h42'.
Negli anni successivi altri corridori si cimentarono nella corsa insieme ai cavalli, e così nel 1977 fu indetta la prima Western States Endurance Run, riservata ai soli corridori a piedi: vi parteciparono 14 uomini, di cui soltanto 3 riuscirono a raggiungere l'arrivo; il primo, Andy Gonzales, stabilì così il primo record in 22h57'.

## Record
Il record maschile attuale appartiene a Jim Walmsley, con 14h09'28", tempo stabilito nell'edizione del 2019. 
Il record femminile è detenuto da Courtney Dauwalter, con 15h29'33", ottenuto nel 2023. Il corridore più giovane ad aver vinto la competizione è Andrew Miller (20 anni) con un tempo di 15h39'36", ottenuto nel 2016. Il corridore più anziano ad aver partecipato è Ray Piva (più di 70 anni) che nel 1998 chiuse in 28h09'24".